# Жовтюх осьмак
Жовтюх осьмак (Colias hyale) — вид метеликів родини біланових (Pieridae).

## Поширення
Вид поширений в Європі та Азії від Іспанії до узбережжя Охотського моря в Хабаровському краї. В Україні трапляється на всій території.

## Опис
Розмах крил до 60 мм, довжина переднього крила в межах 23-25 мм. У самців верхня сторона крил світло-жовта, іноді з зеленуватим відтінком. В основі крил є сіруватий наліт. Верхня частина переднього крила закінчується темним полем з розпливчастими жовтими плямами. Посередині помітні дві невеликих чорних плямочки. На задніх крилах облямівка вкжча, діскальні плями помаранчевого кольору. Нижня сторона лимонно-жовта. Самиці світліші, основний фон крил — білуватий, з невеликим напиленням жовтих лусочок. Малюнок на крилах такий же, як у самця. Форма передніх крил близька до прямокутної, задні — округлі. Бахрома рожева.
Голова у метеликів кругла, очі напівсферичні. Вусики булавоподібні, рожевого кольору. Вони товщають від основи до вершини, булава відособлена. Всі кінцівки добре розвинені і використовуються при ходінні. Черевце тонке, різко звужується до краю. На грудях довгі волоски.
Гусениця темно-зелена, з чотирма жовтими поздовжніми смужками і чорними плямами, спинна сторона темніше черевної, дихальця рожеві.

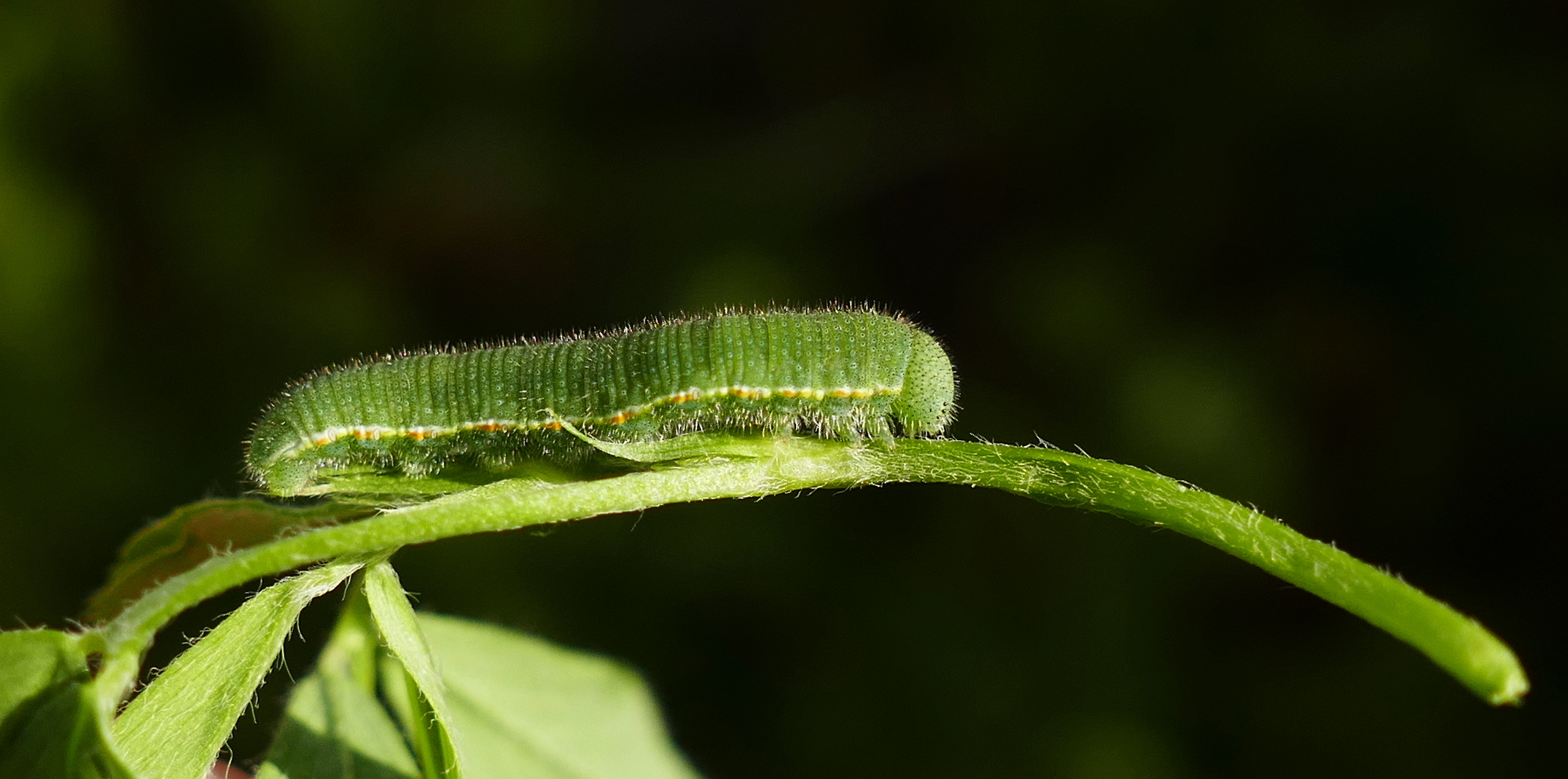
Гусінь

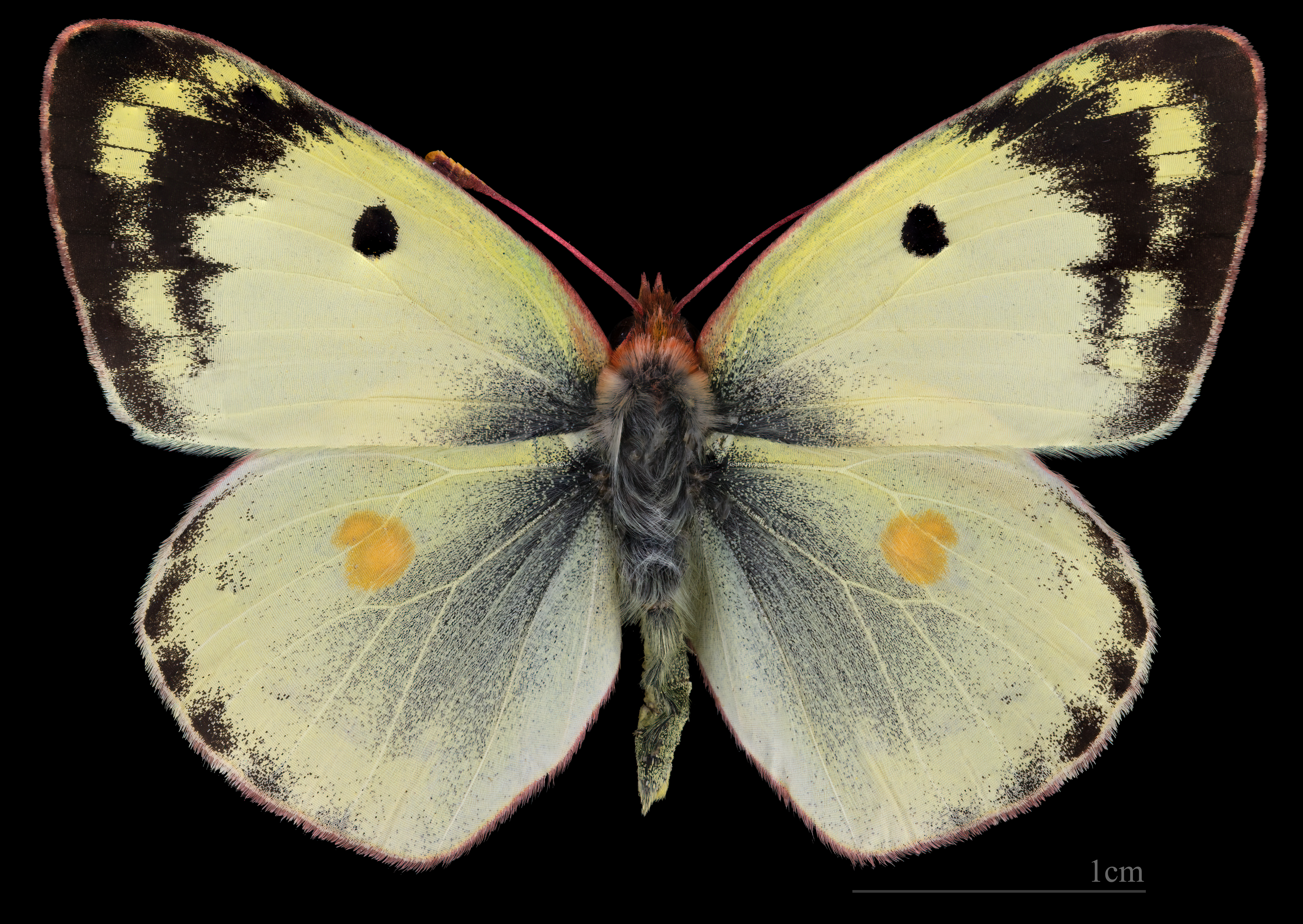
Colias hyale ♂
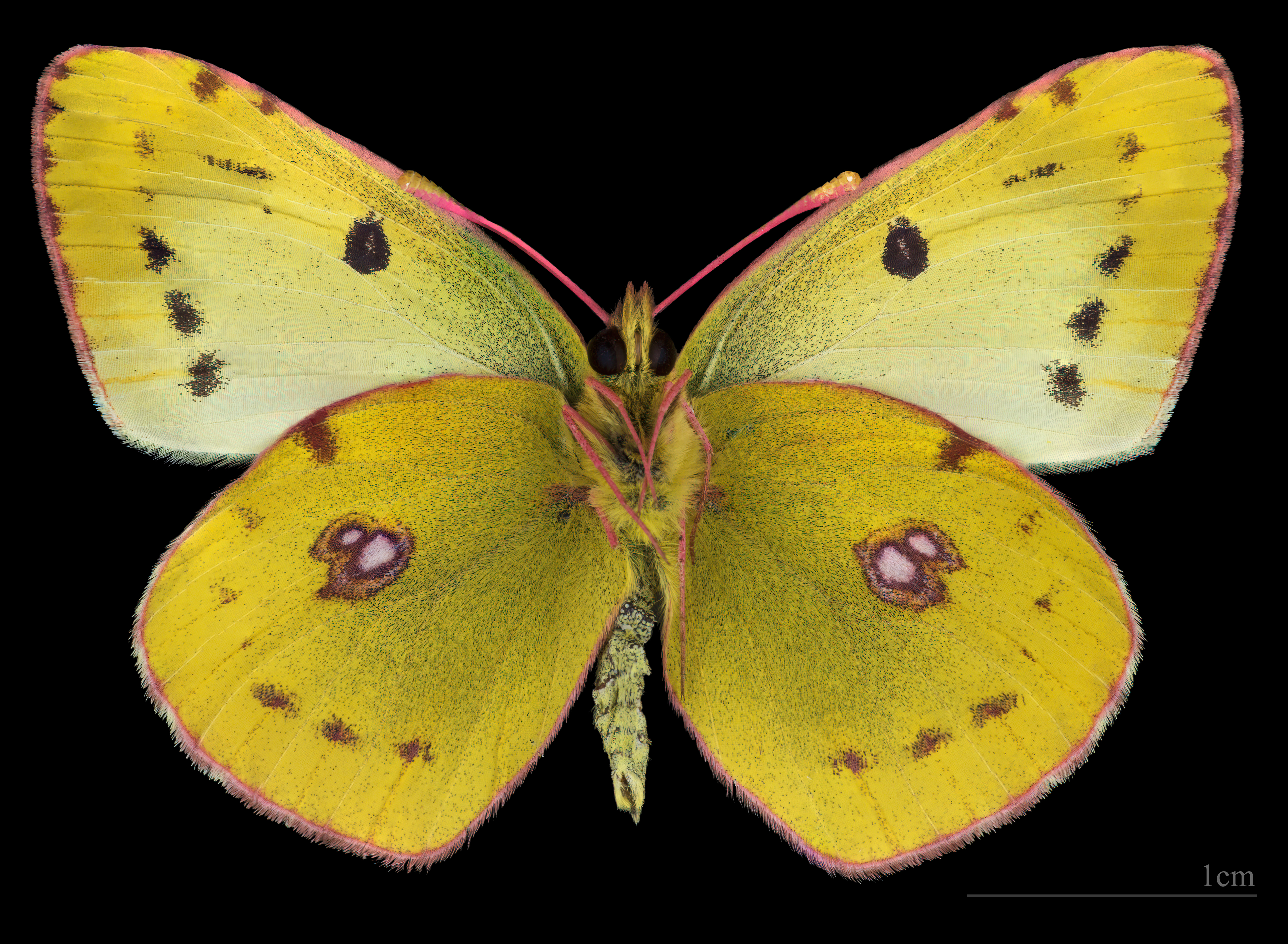
Colias hyale ♂ △
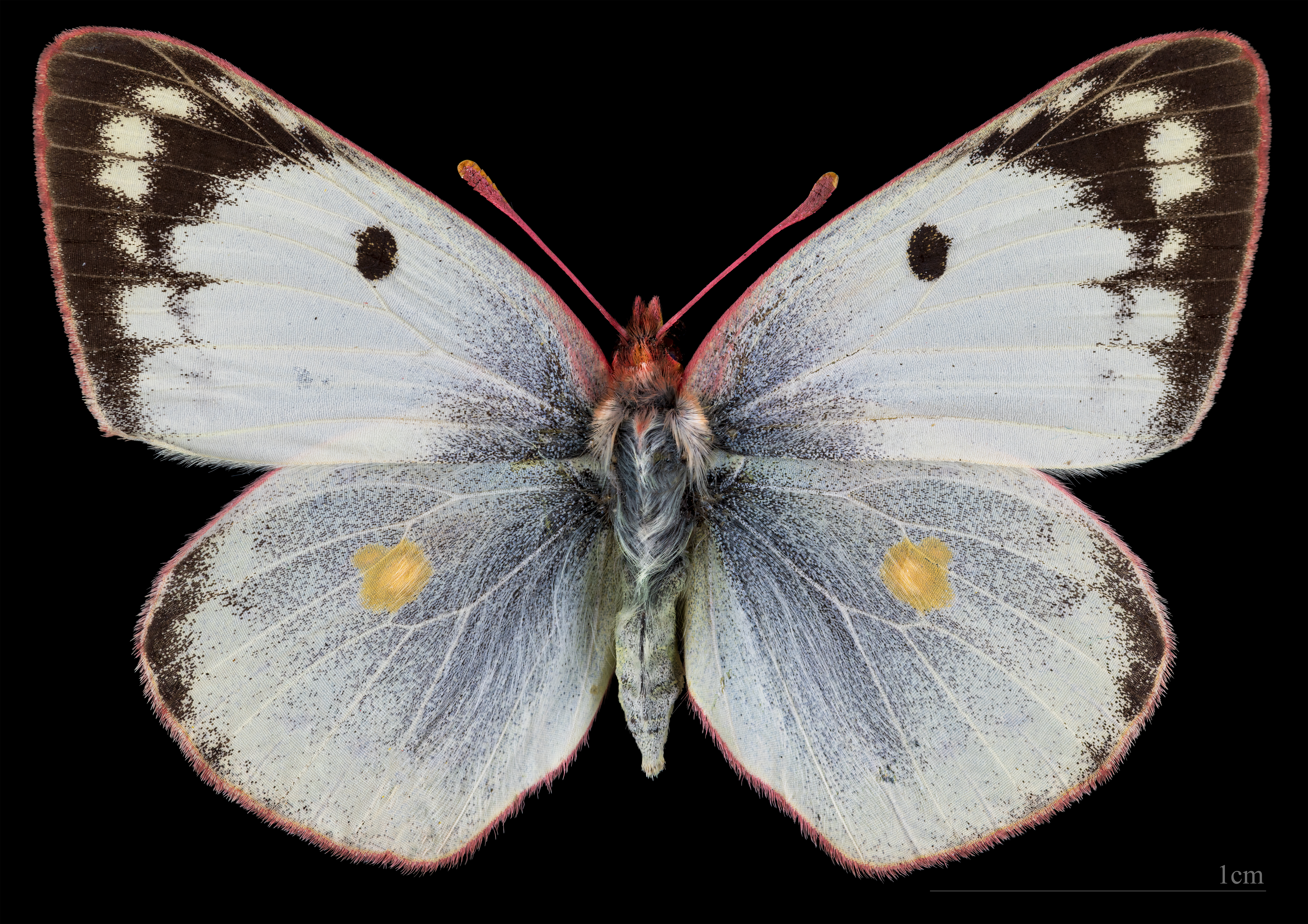
Colias hyale ♀
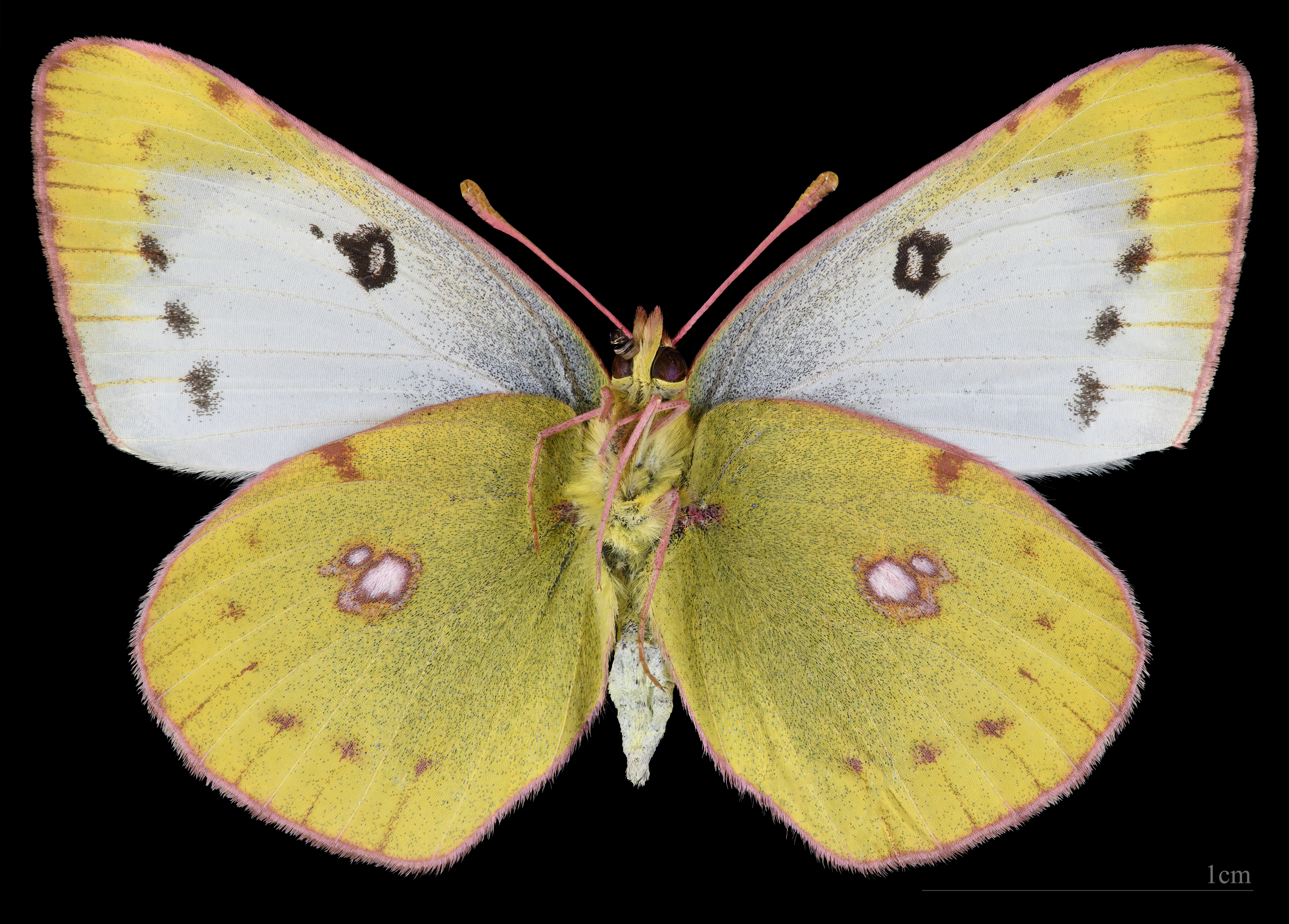
Colias hyale ♀ △

## Спосіб життя
Розвивається у двох поколіннях за рік. Метелики першого покоління літають з середини травня до середини червня, а другого — з середини липня до початку вересня. На півдні вид з'являється на початку квітня і літає майже без перерв до жовтня. Трапляються на узліссях, галявинах, луках, берегах річок, на пустощах і в антропогенних біотопах (сади, агроценози, узбіччя доріг тощо).

## Розмноження
Самиця відкладає по 1-2 яйця на нижню сторону листа і на стебла. Яйце веретеноподібне, з 26-28 ребрами. Стадія яйця триває близько 1 тижня. Гусениці живляться різними бобовими. Молоді гусениці скелетують листя, а старші гусениці обгризають їх з країв.

## Цікаві факти
- 2017 року цей вид метеликів оголошено в Німеччині метеликом року.